# Centro Regional de Educación Saturio Ríos
El Centro Regional de Educación Saturio Ríos o CRESR es una institución  educativa de nivel escolar básico, medio y superior ubicada en la ciudad de San Lorenzo, en el Departamento Central de la República del Paraguay (Sudamérica). La institución fue fundada el 25 de abril de 1955. La institución goza de renombre y prestigio, siendo considerada una de las mejores instituciones educativas del país

## Historia
Escuela Normal Rural fue el nombre original del proyecto educativo en convenio con la Alianza para el Progreso del Gobierno de los Estados Unidos en 1945, mediante un convenio aprobado por el decreto N.º  8.635 del 10 de mayo.
El 29 de junio de 1954, el Sr. Ministro de Educación, en representación del Gobierno Nacional del Paraguay, y el director de la Misión de Operaciones por el Gobierno de los Estados Unidos de América, suscribieron en Asunción un convenio para la construcción y funcionamiento de una Escuela Normal Rural, con la Administración del Servicio Cooperativo Interamericano de Educación.
En cumplimiento del convenio, el Ministerio de Educación adquirió dos fracciones de terreno, en la ciudad de San Lorenzo, que forman un solo cuerpo cuyas superficies suman más de siete hectáreas cuadradas.
En este lugar el Gobierno de los Estados Unidos de América debía construir el edificio de la futura escuela. Y fue así como el 25 de abril de 1955 se colocaba la piedra fundamental, dando así comienzo a los trabajos de construcción que llegaron a su término al año siguiente. La inauguración de la escuela ya concluida y con clases en funcionamiento se llevó a cabo el 25 de abril de 1956, justo un año después de su iniciación.
En efecto, faltando todavía algunos detalles al edificio, las clases comenzaron en marzo de 1956 con asistencia de 80 alumnos en los tres primeros cursos normales, siguiendo un nuevo programa de estudios que se había comenzado a poner en práctica en el año 1954, en una pequeña escuela experimental provisoria
Por decreto N.º 28.343 del Poder Ejecutivo, promulgado el 22 de abril de 1963 la Institución se transformó en el Primer Centro Regional de Educación de la República, la dirección fue ejercida por un director general designado por el Ministerio de Educación del Paraguay y un Asesor Americano.
Desde 1.964 se integra a la Normal los ciclos Básico y Bachillerato Humanístico, que anteriormente funcionaban en la Escuela España, con el nombre de Colegio Nacional de San Lorenzo con 209 alumnos.
El 22 de marzo de 1965 se promulga el decreto N.º 10.175 por el cual se autoriza el funcionamiento de los Centros Regionales de Educación en el Paraguay.
En 1967 tomó el nombre de Saturio Rios, en homenaje al heroico primer telegrafista paraguayo y primer corresponsal de guerra en el mundo., por decreto N.º 29.576 por el cual se designan instituciones oficiales de educación con denominaciones de protagonistas de la epopeya de 1.864 – 1.870.

### La Escuela Normal Rural
El propósito de la Escuela Normal Rural era la formación de maestros rurales que encaren el problema de la educación rural paraguaya en vista a una reforma agraria.
Propósitos de la Escuela Normal Rural:
- Formar maestros rurales que encaren el problema de la educación rural paraguaya.
- Orientar la formación de los jóvenes en base al conocimiento de técnicas y métodos modernos, adecuados a las necesidades y condiciones de vida del país.
- Promover una cultura general sólida, proporcionando amplios conocimientos académicos.
- Dar mayor importancia a la educación para el hogar y agrícola en vista de un mayor desenvolvimiento de la vida rural del país.
- Encauzar dentro de una unidad armónica la educación física de una sociedad moderna y su relación con la vida del individuo para el logro de una comunidad mejor.

Programa de estudio:
Comprendía un curso de 5 años de los cuales los 2 primeros eran de educación general y formación básica y los tres últimos de especial atención al adiestramiento profesional. Este programa de estudios se basó en la Filosofía de la nueva educación y en los principios que se ajustan a la finalidad y espíritu de dicha institución que era la de formar maestros para la Escuela Normal Rural Paraguaya. Incluía las materias de Español, Matemáticas, con especialidad en Ciencias, Educación para el hogar, Agricultura y Arte.

### El Internado
Fue creado con el propósito de albergar alumnas que provenían del interior del país (puesto que carecían de centros de estudios en las mismas ciudades del interior) con el objeto de formar, capacitar y actualizar maestros en ejercicio, en la respectiva Escuela Normal Rural.
Normalmente vivían de ciento veinte a ciento cuarenta alumnas aproximadamente en el internado.
El Internado dejó de funcionar en el año 1976, su funcionamiento y existencia ya no se justificaba, por la razón de que se crearon más centros de estudios en distintos puntos de nuestro país y los alumnos asistían donde les quedaba más cerca de donde residían y sobre todo el alto costo que implicaba mantener el internado.

### Actualidad
El 30 de octubre de 2013, se creó el "Centro de Estudiantes del Saturio Ríos '30 de octubre'"; la lista Movimiento Voz Saturiana, encabezada por Dorothy Zaracho como presidenta, fue la ganadora y conformó el primer centro de estudiantes del CRESR. Actualmente, el presidente del centro es el alumno Eduardo Medina.
En el 2016, el Paraguay vivió una «primavera estudiantil», cuando los estudiantes secundarios tomaron sus respectivos colegios exigiendo la renuncia de la ministra de educación, Marta Lafuente y una reunión con el presidente de la república. Como sucedió en otros colegios, entre 30 a 50 alumnos del CRESR se instalaron en el local caída la tarde del 4 de mayo para, posteriormente, tomar el colegio y unirse a la protesta. Pronto los demás estudiantes se sumaron y permanecieron firmes hasta que renunció Lafuente y los representantes estudiantiles se reunieron con el mandatario. La toma se levantó el 11 de marzo, una semana después del inicio de la misma.
El 26 de junio de 2017 el colegio fue nuevamente tomado, solicitando la intervención del mismo al MEC, esto a raíz de la falta de investigación a denuncias por supuestos malos manejos administrativos, un caso de insinuación sexista, falta de llamados a concursos de oposición, peligro de derrumbe de techos, entre otras denuncias. La medida fue levantada recién el 7 de septiembre al mediodía, luego de la intervención de la institución.

### Oferta educativa
Actualmente el CRESR cuenta con los siguientes Niveles: Preprimario, Educación Escolar Básica 1º, 2° y 3.er Ciclos, Bachillerato Científico, Bachillerato Técnico en Contabilidad, Bachillerato Técnico en Informática, Bachillerato Técnico en Administración de Negocios, Formación Docente 1º y 2º Ciclos, Profesorado Superior y Especialización Docente 3.er. Ciclo.

## Denominación
El Centro Regional de Educación Saturio Ríos (CRESR), recibe en el año 1967 la denominación de uno de los protagonistas de la Epopeya Nacional del Paraguay, Saturio Cándido Ríos, Pintor y Telegrafista nacido en la ciudad de San Lorenzo, República del Paraguay.
Saturio Ríos abandona a sus 18 años sus estudios en París para acudir al llamado de la patria en la Guerra de la Triple Alianza, llamada también "Guerra Grande". Se convierte en el primer telegrafista de nacionalidad paraguaya. Sus actuaciones heroicas como telegrafista y como primer corresponsal de guerra en el mundo lo convirtieron en uno de los artífices de la defensa nacional, y formó parte de la denominada Reconstrucción Nacional, terminada la Guerra de 1870. Murió en su ciudad natal, y es figura ilustre de la comunidad sanlorenzana.Comunidad, arte, cultura y deportes
El Centro Regional de Educación Saturio Ríos se ha convertido en referente de la comunidad regional, siendo la única institución educativa pública con la diversidad de niveles preprimario, primario, medio y superior, así como por comprender un gran porcentaje de la población académica de la comunidad, con 6.000 alumnos en sus distintos niveles.
Cabe destacar que la institución se convierte en un centro de esparcimiento y recreación, con sus más de 7 hectáreas de terreno en plena zona urbana, de los cuales un 70% son áreas verdes, con diversidad de espacios deportivos y sociales para alumnos, exalumnos y miembros de la comunidad.
El CRESR ha organizado actividades de relevancia como los Juegos Primaverales y las Olimpiadas Estudiantiles, donde los alumnos compiten en ramas académicas y de arte, cultura y deportes, surgiendo valores en distintas disciplinas a nivel local e internacional. Así también, periódicamente se lleva a cabo el evento denominado Intercentros, donde los Centros Regionales de todo el Paraguay compiten en disciplinas artísticas y deportivas.